# Geografía de Maldivas

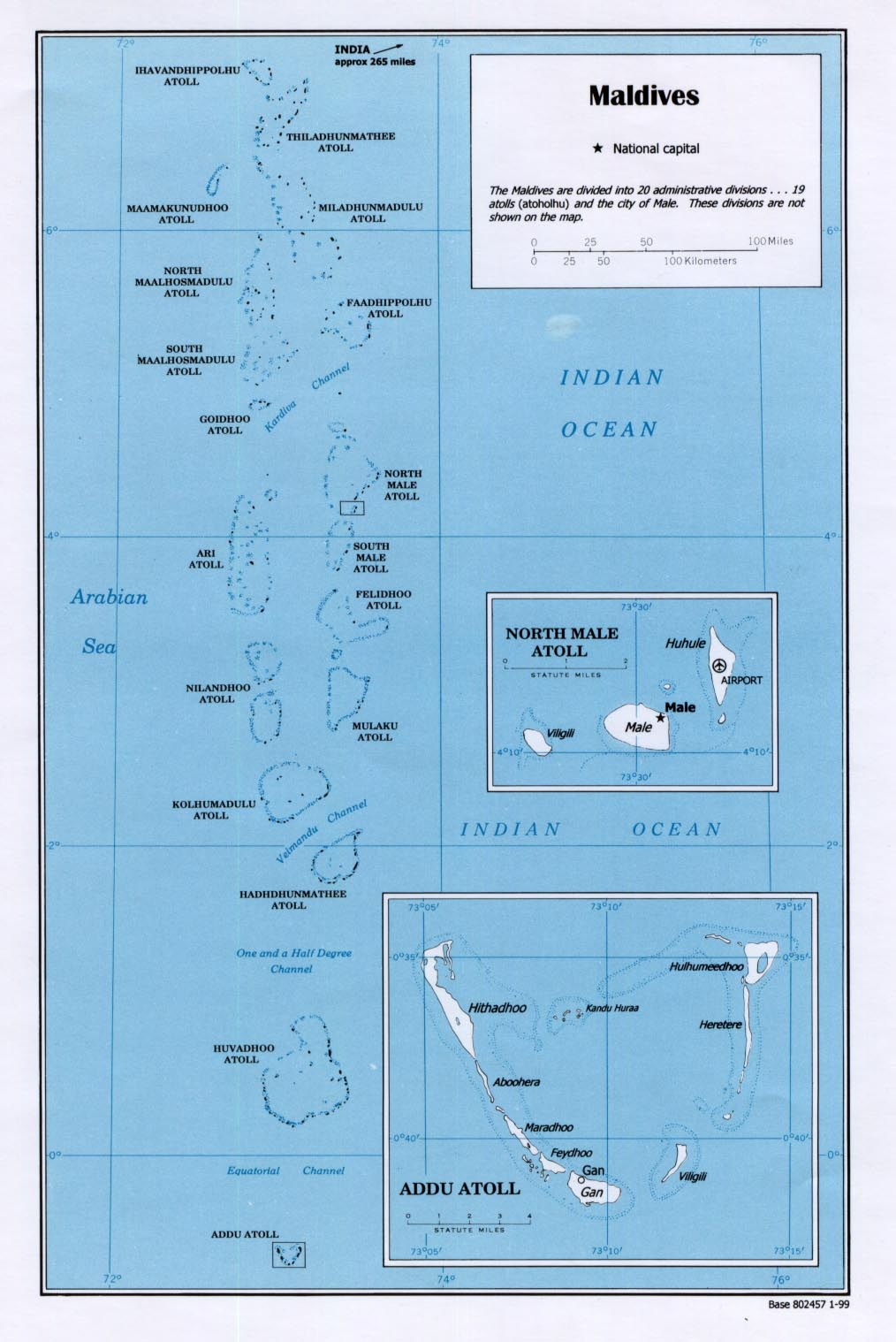

Ver también Atolones de las Maldivas para una descripción en profundidad de los atolones.
Maldivas es un país de Asia del Sur, situado en el Océano Índico, al sur-suroeste de India. Se compone de aproximadamente 1190 islas coralinas agrupadas en una doble cadena de 26 atolones, repartidos en aproximadamente 90 000 kilómetros cuadrados, por lo que este es uno de los países más dispares del mundo. Compuesto por arrecife de coral vivo y bancos de arena, los atolones están situados encima de una cresta submarina 960 kilómetros de largo que se eleva abruptamente desde las profundidades del Océano Índico y corre de norte a sur. Solo cerca del extremo sur de esta barricada de coral natural hay dos pasos abiertos que permiten la navegación segura desde un lado del océano Índico hacia el otro a través de las aguas territoriales de las Maldivas. A efectos administrativos, el gobierno de Maldivas organizó estos atolones en diecinueve Organización territorial de las Maldivas.
La isla más grande de Maldivas es Gan, que pertenece al Atolón Laamu o Hahdhummathi Maldives. En el Atolón Seenu  o Addu, las islas más occidentales están conectadas por carreteras sobre el arrecife y la longitud total de la carretera es 14 km.
Coordenadas: 3°15′N 73°00′E / 3.250, 73.000

## Geografía física

Sección transversal de un arrecife de coral en las Maldivas

La mayoría de los atolones de las Maldivas consisten en un gran arrecife de coral en forma de anillo que sostienen numerosas islas pequeñas. Las islas tienen un promedio de uno o dos kilómetros cuadrados de superficie y se encuentran entre uno y 1,5 metros sobre el nivel medio del mar. Aunque algunos de los atolones más grandes tienen aproximadamente 50 kilómetros de largo de norte a sur y 30 kilómetros de ancho de este a oeste, ninguna isla individual tiene más de ocho kilómetros. La mayoría de los atolones de las Maldivas consisten en una gran forma arrecife de coral que soporta numerosas islas pequeñas. Las islas tienen un promedio de uno o dos kilómetros cuadrados de superficie y se encuentran entre uno y 1,5 metros sobre el nivel medio del mar. Aunque algunos de los atolones más grandes tienen aproximadamente 50 kilómetros de largo de norte a sur y 30 kilómetros de ancho de este a oeste, ninguna isla individual tiene más de ocho kilómetros.
Las Maldivas no tienen colinas, pero algunas tienen dunas que pueden alcanzar 2,4 m sobre el nivel del mar, como la costa noroeste de Hithadhoo (Atolón Seenu) en el Atolón Addu. Las islas son demasiado pequeñas para tener ríos, pero en algunos se pueden encontrar pequeños lagos y pantanos.
En promedio, cada atolón tiene aproximadamente de 5 a 10 islas habitadas; las islas deshabitadas de cada atolón son aproximadamente de 20 a 60. Algunos atolones, sin embargo, consisten en una isla grande y aislada rodeada por una escarpada playa de coral. El ejemplo más notable de este tipo de atolón es la gran isla de Fuvahmulah situada en el Canal Ecuatorial.
La vegetación tropical de las Maldivas difiere en las islas habitadas y deshabitadas. Las islas habitadas tienen pequeñas arboledas de banano, papaya, Moringa oleifera y cítricos árboles en las fincas, mientras que árboles de árbol de pan y de coco las palmas se cultivan en parcelas de tierra disponibles. Por otro lado, las islas deshabitadas tienen en su mayoría diferentes tipos de arbustos (magū, boshi) y manglares (kuredi, kandū) a lo largo de la línea de flotación, así como algunos cocoteros.
Algunas islas son marismas y, mientras que otras son más altas debido a que la acción de las olas ha acumulado arena y grava. A menudo, el suelo es altamente alcalino, y una deficiencia en nitrógeno, potasa y hierro limita severamente el potencial agrícola. El diez por ciento de la tierra, o cerca de 26 km², se cultiva con taro, plátanos, cocos y otras frutas. Solo la exuberante isla de Fuvammulah produce frutas como naranjas y piñas, en parte porque el terreno de Fuvammulah se encuentra más alto que la mayoría de las otras islas, dejando el agua subterránea menos sujeta a la penetración del agua de mar. Sin embargo, a medida que la población crece, incluso en esta isla, las áreas cultivadas se reducen rápidamente.
Flotadores de agua dulce en una capa conocida como "intrusión salina" sobre el agua de mar que impregna la piedra caliza y las arenas de coral de las islas. Estas lentes se están reduciendo rápidamente en Male y en muchas islas donde hay centros turísticos que atienden a turistas extranjeros. Mango ya se han reportado árboles muriendo en Male debido a la penetración de la sal. La mayoría de los residentes de los atolones dependen del agua subterránea o del agua de lluvia para beber.

## Clima

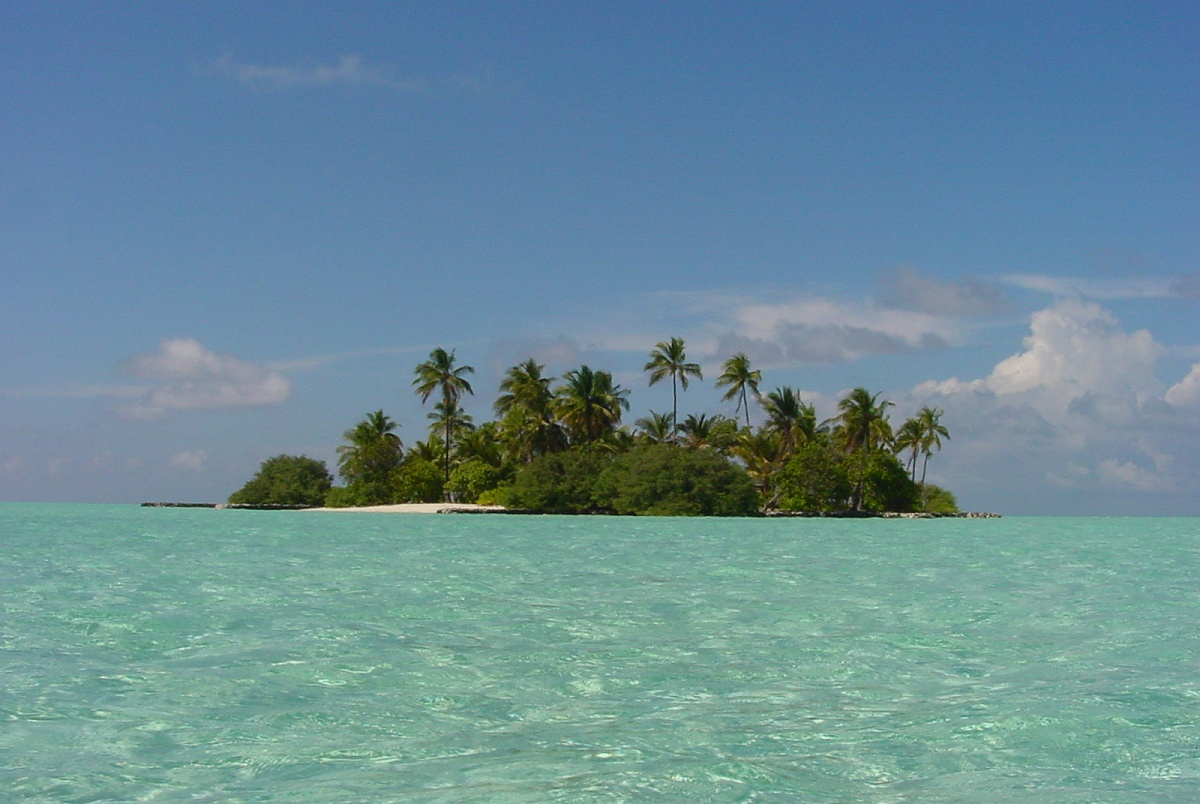
Una de las muchas islas deshabitadas de las Maldivas.

La temperatura de Maldivas oscila entre 24 y 33 °C durante todo el año. Aunque la humedad es relativamente alta, la constante brisa marina ayuda a mantener el aire en movimiento. Dos estaciones dominan el clima de las Maldivas: la estación seca asociada con el monzón del noreste de invierno y la temporada de lluvias traída por el monzón del suroeste de verano. La precipitación anual promedia 2540 mm en el norte y 3810 mm en el sur.
El clima en Maldivas se ve afectado por la gran masa de tierra del sur de Asia hacia el norte. La presencia de esta masa de tierra causa un calentamiento diferencial de la tierra y el agua. Los científicos también citan otros factores en la formación de los monzones, incluida la barrera del Himalaya en el extremo norte del sur de Asia y la inclinación del sol hacia el norte, que desplaza la corriente en chorro hacia el norte. Estos factores desencadenaron una avalancha de aire rico en humedad del océano Índico sobre el sur de Asia, dando como resultado el monzón del suroeste. El aire caliente que se eleva sobre el sur de Asia durante abril y mayo crea áreas de baja presión en las que fluyen los vientos más fríos y húmedos del océano Índico. En Maldivas, el monzón húmedo del suroeste dura desde finales de abril hasta finales de octubre y trae el peor clima con fuertes vientos y tormentas. En mayo de 1991, violentos vientos del monzón crearon maremotos que dañaron miles de casas y muelles, inundaron tierras cultivables con agua de mar y arrancaron miles de árboles frutales. El daño causado se estimó en US $ 30 millones.
El cambio del monzón húmedo del suroeste al monzón seco del noreste en el sur de Asia ocurre durante octubre y noviembre. Durante este período, los vientos del noreste contribuyen a la formación del monzón del noreste, que llega a las Maldivas a principios de diciembre y dura hasta fines de marzo. Sin embargo, los patrones climáticos de Maldivas no siempre se ajustan a los patrones monzónicos del sur de Asia. Se sabe que las lluvias en todo el país persisten por hasta una semana durante la estación seca.

## Área y límites
Área:

total:
298 km²

land:
298 km²

water:
0 km²
Línea costera:
644 km
Reclamos marítimos:

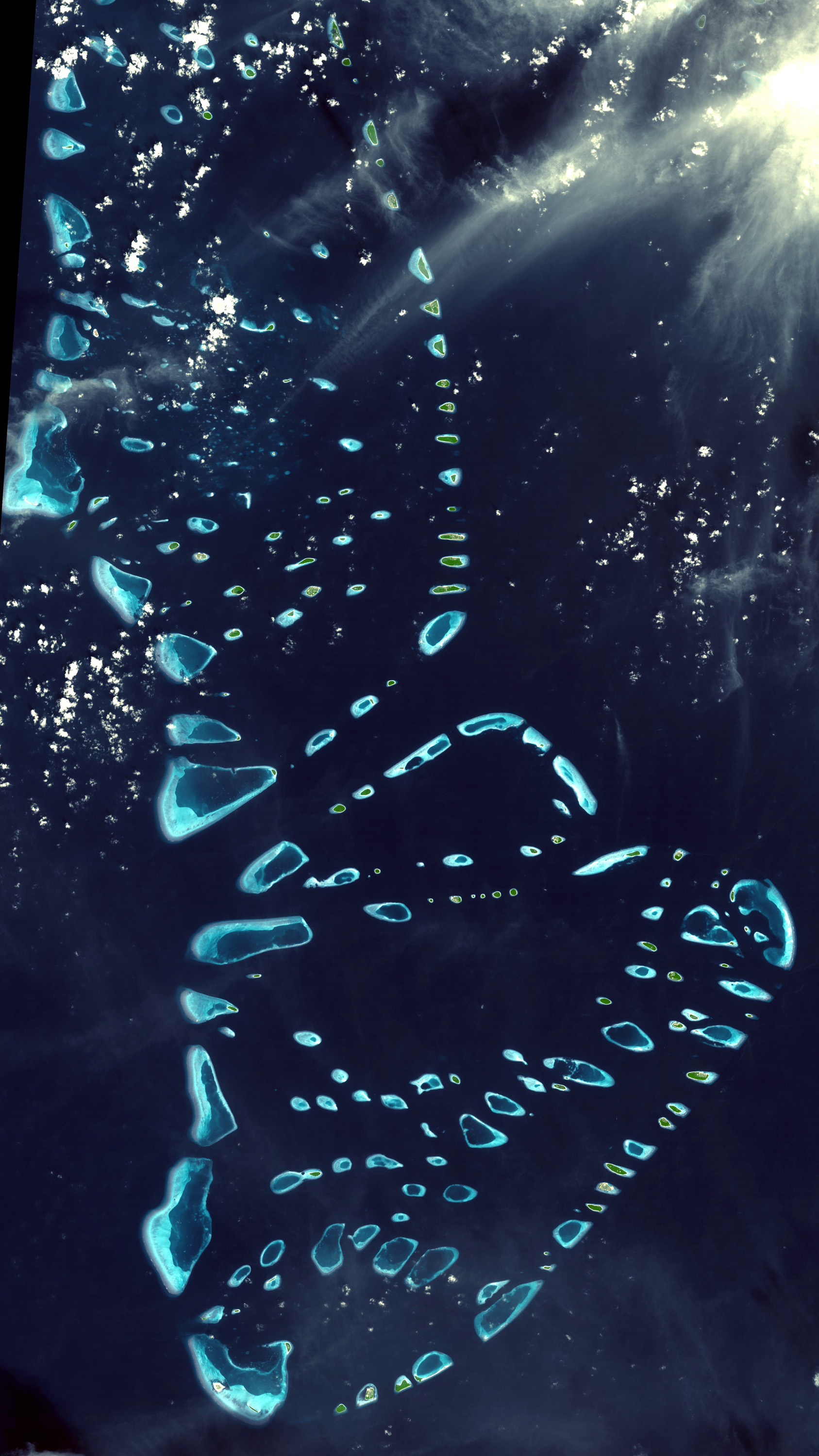
Atolón de Milaulu del Norte, Maldivas

medido a partir de líneas base archipelágicas reclamadas

mar territorial:
12 millas náuticas 

zona contigua:
24 millas náuticas

exclusive economic zone:
200 millas náuticas
Elevación extrema:

punto más bajo:
Océano Índico 0 m

punto más alto:
ubicación sin nombre en Isla Vilingili en el Atolón Addu 2,4 m (Maldivas es el país más plano del mundo, es decir, tienen el punto alto más bajo de cualquier país del mundo).

## Recursos y uso de la tierra
Natural resources:
fish
Uso del suelo:

tierra cultivable:
10%

cultivos permanentes:
10%

otros:
80% (2011)
Tierra irrigada:
0 km² (2003)
Total de recursos hídricos renovables:
0.03 km³ (2011)

## Preocupaciones ambientales
Peligros Naturales:
tsunamis; bajo nivel de islas los hace muy sensibles al aumento del nivel del mar. 

Algunos científicos temen que podría estar bajo el agua para 2050 o 2100. El panel ambiental de la ONU ha advertido que, a las tasas actuales, el nivel del mar sería lo suficientemente alto como para que el país se vuelva inhabitable para el año 2100.
El presidente Mohamed Nasheed aspira a convertir a las Maldivas en una nación completamente libre de emisiones de carbono para 2020.
Medio ambiente: problemas actuales:
el agotamiento de los acuíferos de agua dulce amenaza el suministro de agua, el calentamiento global y el aumento del nivel del mar, el blanqueamiento de los arrecifes de coral
Medio ambiente: acuerdos internacionales:
Biodiversidad, cambio climático, Cambio Climático-Protocolo de Kioto, Desertificación, desechos peligrosos, Ley del Mar, Protección de la capa de ozono, Contaminación de embarcaciones

## Estadísticas
- Posición: grado de latitud: 07° 06'30" N to 00° 41'48" S y grado de longitud: 72° 32'30" E to 73° 45'54" E al oeste de la India y Sri Lanka.
- Rango: en longitud aprox. 750 km (de norte a sur) / de ancho aprox. 120 km (de oeste a este)
- Territorio de la tierra: 1196 islas en su mayoría desiertas con una superficie total de aprox. 298 km².
- Las islas están en promedio a 1,8 m sobre el nivel del mar.
- Distancias: la distancia más corta a la India: aprox. 340 km y hacia Sri Lanka aprox. 700 km.

## Nación más cercana
India (Laccadives)

## Lecturas recomendadas
- Photo Guide to Fishes of the Maldives. Rudie H. Kuiter. Atoll Editions. Apollo Bay, Australia 1998.